# Michel Nakouzi
Michel Nakouzi (arab. ‏ميشال ناكوزي‎, ur. 5 maja 1932 w Bejrucie, zm. w marcu 2022) – libański zapaśnik walczący w stylu klasycznym. Olimpijczyk z Rzymu 1960, gdzie zajął dziewiąte miejsce w wadze do 57 kg.
Wicemistrz igrzysk śródziemnomorskich w 1959 roku.

## Letnie Igrzyska Olimpijskie 1960
| Konkurencja          | Rundy eliminacyjne      | Rundy eliminacyjne     | Rundy eliminacyjne  | Rundy eliminacyjne     | Klas. końcowa |
| Konkurencja          | Przeciwnik I            | Przeciwnik II          | Przeciwnik III      | Przeciwnik IV          | Miejsce       |
| -------------------- | ----------------------- | ---------------------- | ------------------- | ---------------------- | ------------- |
| 57 kg styl klasyczny | Santiago Cañete (ESP) Z | Gilbert Dubier (FRA) Z | Ewald Tauer (FRG) Z | Oleg Karawajew (SUN) P | 9.            |